# Luigi Sgarbozza
Luigi Sgarbozza, né le 21 juin 1944 à Amaseno, est un coureur cycliste italien, professionnel de 1967 à 1972. 

## Biographie
Il a gagné une étape du Tour d'Italie en 1968 et une étape du Tour d'Espagne en 1969, lui permettant de porter le maillot de leader pendant trois jours. Après sa carrière sportive, il est devenu commentateur de cyclisme pour la Rai.

## Palmarès

### Palmarès amateur
- 1965
  - Circuito di Tuoro
- 1966
  - Tour des Abruzzes
  - 1re étape du Tour du Latium amateurs

### Palmarès professionnel
- 1967
  - 2e du Trophée Matteotti
- 1968
  - 14e étape du Tour d'Italie
- 1969
  - 3e étape du Tour d'Espagne
  - 2e du Grand Prix Campagnolo
  - 2e du Trophée Matteotti
  - 3e de Sassari-Cagliari
  - 3e du Grand Prix Valsassina
- 1970
  - 2e du Tour de la province de Reggio de Calabre
  - 3e du GP Industria Belmonte-Piceno
  - 3e de Milan-Vignola
  - 3e du Tour des trois provinces
- 1971
  - 2e de Tour d'Ombrie
  - 3e de Milan-Vignola

## Résultats dans les grands tours

### Tour d'Italie
4 participations
- 1968 : 31e
- 1969 : 28e, vainqueur de la 14e étape
- 1970 : 66e
- 1971 : 55e

### Tour d'Espagne
1 participation
- 1969 : 52e, vainqueur de la 3e étape,  maillot jaune pendant 3 jours